# 阿都拉曼·阿巴斯
敦阿都拉曼阿巴斯（Tun Dato' Seri Utama Dr. Hj. Abdul Rahman Abbas，1938年4月15日—），生於槟城州甲抛峇底甘榜柏玛当南眉 ，是前任槟城州元首，也是国家能源大学（UNITEN）名誉主席。

## 政治和事業
阿都拉曼阿巴斯原本是一名教师，并工作了长达20年。他从1978年开始以巫统党员身份担任槟城州立法议会柏淡州议员，并连续担任四届州议员。
他曾于1974至1988年担任槟城巫统秘书，也于1976至1978年担任巫统青年团会员，并在1988年成为巫统甲抛峇底支部副主席。

## 槟州元首
其在2001年4月17日被则委任为槟城州元首并在2005年5月1日续任。2009年4月15日，他于吉隆坡国家皇宫被马来西亚最高元首端姑米占·再纳·阿比丁三度委任为期4年的州元首职位，并在该年5月1日于Seri Mutiara进行宣誓，其中檳城首席部長林冠英和許子根等人也在场见证。截至2018年他已经连续担任槟城州元首4次，是槟州元首中任期最长的一位元首。2021年5月1日正式卸任槟州元首职位，由阿末弗兹取代。

## 肺病
2010年4月19日阿都拉曼阿巴斯因肺病送入槟城中央医院治疗，使得槟城州立法议会季度开幕仪式被延迟